# HD 30238
HD 30238，又名BD-21 966，SAO 169727、HR 1521，是一颗恒星，视星等为5.72，位于銀經220.15，銀緯-36.87，其B1900.0坐标为赤經4h 40m 46s，赤緯-21° -36.87′ 0″。